# Simon Frug

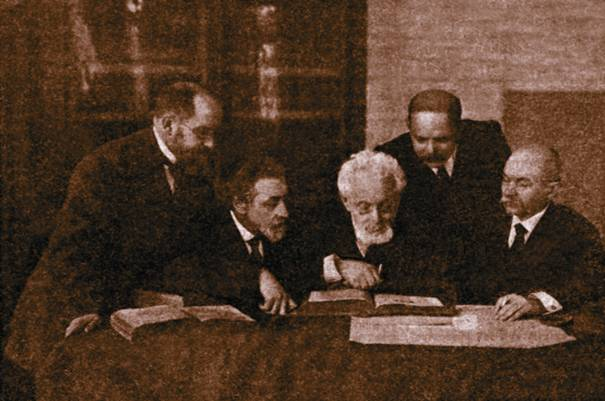
Rawnizki, An-ski, Mendele, Bialik, Frug, vor 1916 (v. l. n. r.)

Simon Frug (geboren am 15. November 1859 in Bobrowy Kut, Gouvernement Cherson; gestorben am 22. September 1916 in St. Petersburg oder Odessa) war ein russischer jüdischer Volksdichter.

## Leben und Werk
Simon Frug wuchs in der Ackerbaukolonie Bobrowy Kut im Gouvernement Cherson unter jüdischen Bauersleuten auf. Die Musterkolonie war vom Zaren Nikolaus I. für ausgezeichnete jüdische Soldaten gegründet worden.
Simon Frug schrieb Balladen, Legenden, biblische Gedichte, Elegien, Satiren, Ghetto- und Zionslieder – meist auf höchstem Niveau (nur in seinen Satiren sank er teilweise auf das Niveau der Badchanim herab) – in russischer, jiddischer (seit 1885) und hebräischer Sprache und war eine Zeit lang das Idol der jüdischen Jugend. Manche seiner Lieder wurden zum Volkslied (zum Beispiel sein Lied der Arbeit).
Er widmete sich zuerst der Lyrik in russischer Sprache und schrieb für die angesehensten Petersburger Zeitungen, wurde dann aber durch die blutigen Ereignisse Anfang der 1880er Jahre wie viele Juden Russlands in schmerzhafter Weise auf sein Judentum zurückgeworfen, so dass aus einem die Gleichberechtigung und Assimilation anstrebenden russischen Lyriker ein jüdisch-zionistischer Nationaldichter wurde. Er veröffentlichte fortan eine große Anzahl von Liedern, Feuilletons und anderen Beiträgen in jiddischen Blättern und orientierte sich erneut – von der Haskala unberührt – an der Welt des Stetls, das er aber nicht selbstgenügsam verklärte, sondern gerade das Miserable und Elende in ihm, das Heruntergekommen-Armselige, Hektisch-Ungesunde seiner Bewohner, hervorhob, beklagte und poetisch nachzeichnete. So wurde er einer der Mitbegründer der jiddischen Lyrik bzw. brachte diese als Erster zur Reife.
Einen tiefen, bitteren Eindruck auf Simon Frug, der auch in seiner Dichtung Ausdruck fand, löste 1903 das Pogrom von Kischinjow aus.

## Bekannte Gedichte, Lieder und Legenden
Zu seinen bekanntesten Werken gehören:
- Der Frihling geht, der Frihling kummt
- Der goldene Schlüssel (Legende in versmäßig gebundener Sprache)
- Der Koss („Der Becher“, midraschische Legende)
- Dem Schammes Tochter (Des Schammes Töchterlein; Legende)
- Die Natur
- Heiss und kalt (Klagegedicht über das Ghettoleben)
- Sand un Schtern (Sand und Sterne; Gedicht, darin der Vorwurf an Gott, nur die erste Hälfte der Verheissung an Abraham wahr gemacht zu haben)
- Zum Cheider, Kinder

## Ausgaben
- Ausgaben seiner Liedersammlungen 1882, 1885, 1887, 1890
- Lieder und Gedanken, 1896
- Hebräische Übersetzung seiner russischen Werke, 1897 (übersetzt von Kaplan im Verlag Toschiah, Warschau)
- Gesammelte Werke, 6 Bände (russisch), 1904
- Gesammelte Werke, 2 Bände (jiddisch), hrsg. vom „Fraind“ in St. Petersburg, 1904
- Gesammelte Werke, 3 Bände (jiddisch), New York 1910
- Gesammelte Werke, 6 Bände (russisch), 1912